# Igreja Anglicana de Burundi
A Província da Igreja Anglicana do Burundi é uma província da Comunhão Anglicana, localizada na África Oriental entre Tanzânia, Ruanda, Quênia, e República Democrática do Congo. O Bispo Primaz do Burundi é Bernard Ntahoturi, atual Arcebispo de Matana.

## História
Após o início do trabalho missionário, as primeiras comunidades anglicanas se instalaram em torno de 1935 e cresceram rapidamente. A Missão de Ruanda estabeleceu os primeiros pontos missionários em Buhiga e Matana em 1935, e Buye em 1936. As principais atividades nessa época eram no campo médico e educacional. Foram dependentes do Arcebispo da Cantuária até 1965. Nesse ano, foi criada a 'Província de Uganda, Ruanda, Burundi e Boga-Zaire' e o primeiro bispo local foi sagrado para a Diocese de Buye (que cobria todo o território).
Após a expansão, Uganda tornou-se uma província independente, deixando o resto da região como a nova 'Província de Ruanda, Burundi e Boga-Zaire'. Em 1975, a Diocese de Buye foi dividida em duas e a Diocese de Bujumbura foi criada. A Diocese de Gitega passou a existir em 1985, seguida pela Diocese de Matana em 1990. A diocese mais recente a ser criada foi a Diocese de Rumonge, criada a partir da parte sul da Diocese de Bujumbura e compreendendo cerca de 50 paróquias. Seu primeiro bispo eleito foi o Revmo. D. Pedaculi Birakengana, com a inauguração oficial da diocese no dia 04 de agosto 2013.
Em 1992, os três países da Província tornaram-se independentes com direito a um Arcebispo Metropolitano cada. A Igreja Episcopal do Burundi teve como primeiro Primaz Dom Samuel Sindamuka, que permaneceu no cargo até 1998. Ele foi sucedido por Samuel Ndayisenga , Primaz de 1998 a 2005. Graças ao crescimento contínuo no Burundi , em Makamba uma diocese foi criada em 1997 e em Muyinga, no ano de 2005. No mesmo ano a Província adotou o atual nome e elegeu como Primaz, o Arcebispo Bernard Ntahoture que em 2010 foi reeleito.

## Nome Oficial
O nome oficial de Província da Igreja Episcopal do Burundi foi mudado para Província da Igreja Anglicana do Burundi (Province de l’Eglise Anglicane du Burundi) como resultado do Sínodo Provincial ocorrido em Bujumbura, em março de 2005.

## Membresia
Existem aproximadamente 900.000 anglicanos numa população de aproximadamente 6 milhões no Burundi.

## Arcebispo do Burundi
O Arcebispo do Burundi é também Arcebispo metropolitano e Primaz. Até o momento, o cargo foi ocupado por:
- Revmo. D. Samuel Sindamuka, 1992-1998
- Revmo. D. Samuel Ndayisenga, 1998-2005
- Revmo. D. Bernard Ntahoturi, 2005-